# Эль-Моктар, Джиду
Джиду эль-Моктар (араб. جيدو المختار‎; род. 8 июля 1985, Нуакшот) — мавританский легкоатлет, специализирующийся в спринтерском беге.  Участник двух Олимпийских игр.

## Карьера
Джиду эль-Моктар начал спортивную карьеру в 2007 году. Первоначально он специализировался в беге на 400 метров, но в дальнейшем перепрофилировался на более короткие дистанции.
В 2012 году дебютировал на Олимпийских играх и стал знаменосцем своей сборной на  церемонии открытия. В рамках соревновательной программы он стартовал только на двухсотметровке. Эль-Моктар бежал в первом предварительном забеге вместе с Усэйном Болтом и занял там последнее место, несмотря на показанный личный рекорд (22.94). Он стал единственным бегуном, который не смог пробежать дистанцию быстрее 22-х секунд.
На Играх в Рио-де-Жанейро эль-Моктар второй раз был знаменосцем сборной. Он выступал на дистанции 100 метров. В третьем предварительном забеге он показал время 11,44, занял в нём предпоследнее место (обыграв Этимони Тимуани из Тувалу) и завершил выступления.